# Mercedes-Benz CLS Shooting Break Concept
O CLS Shooting Break Concept é um protótipo apresentado pela Mercedes-Benz na edição de 2010 do Salão de Pequim.